# Pablo Ibáñez
Pablo Ibáñez Tébar (Madrigueras, 3 agosto 1981) è un ex calciatore spagnolo, di ruolo difensore.

## Caratteristiche tecniche
È un difensore centrale, molto abile nel gioco aereo data anche la notevole statura.

## Carriera

### Club
Cresciuto nell'Albacete Balompié, nella stagione 2002-2003 ha debuttato in prima squadra. Nella prima stagione con il club castigliano ha ottenuto la promozione in Primera División. Ha debuttato in Primera División il 30 agosto 2003, nell'incontro Albacete-Osasuna (0-2). Il 6 luglio 2004 si è trasferito per circa 2,5 milioni di euro all'Atlético Madrid, con cui ha firmato un contratto quadriennale. L'esordio ufficiale con la nuova maglia è avvenuto il successivo 17 luglio, nell'incontro di Coppa Intertoto Tescoma-Atlético Madrid (2-4). L'esordio in campionato, invece, è avvenuto il 28 agosto 2004, nella gara interna contro il Málaga (2-0). Ha militato nelle file dei Colchoneros per sei stagioni, durante le quali ha vinto una Europa League e una Supercoppa UEFA. Il 2 giugno 2010 si è trasferito a parametro zero al West Bromwich, con cui ha firmato un contratto triennale. L'esordio con la nuova maglia è avvenuto il 14 agosto 2010, nell'incontro di campionato Chelsea-West Bromwich (6-0). Il 31 agosto 2012 si è trasferito a titolo definitivo al Birmingham City, club retrocesso in Championship con cui ha firmato un contratto biennale. Con i Blues, inoltre, ha giocato la fase a gironi dell'Europa League 2011-2012. Durante l'incontro in trasferta contro il Club Bruges del 20 ottobre 2011, in seguito ad uno scontro di gioco con Joseph Akpala, ha subito una commozione cerebrale ed ha perso i sensi. Uscito dal campo in barella, ha recuperato i sensi in tarda serata. Ha militato nelle file dei Blues fino al termine della stagione 2012-2013, totalizzando 30 presenze in tutte le competizioni.

### Nazionale
Ha debuttato in Nazionale il 17 novembre 2004, nell'amichevole Spagna-Inghilterra (1-0), subentrando a Carlos Marchena all'inizio del secondo tempo. Ha partecipato, con la selezione spagnola, ai Mondiali 2006, competizione che ha disputato da titolare. È sceso in campo, inoltre, nelle qualificazioni ai Mondiali 2006 e nelle qualificazioni agli Europei 2008. Ha collezionato in totale, con la selezione spagnola, 24 presenze.

## Statistiche

### Presenze e reti nei club
| Stagione               | Squadra                | Campionato             | Campionato | Campionato | Coppe nazionali | Coppe nazionali | Coppe nazionali | Coppe continentali | Coppe continentali | Coppe continentali | Altre coppe | Altre coppe | Altre coppe | Totale | Totale |
| Stagione               | Squadra                | Comp                   | Pres       | Reti       | Comp            | Pres            | Reti            | Comp               | Pres               | Reti               | Comp        | Pres        | Reti        | Pres   | Reti   |
| ---------------------- | ---------------------- | ---------------------- | ---------- | ---------- | --------------- | --------------- | --------------- | ------------------ | ------------------ | ------------------ | ----------- | ----------- | ----------- | ------ | ------ |
| 2002-2003              | Atlético Madrid        | SD                     | 38         | 1          | CDR             | 0               | 0               | -                  | -                  | -                  | -           | -           | -           | 38     | 1      |
| 2003-2004              | Atlético Madrid        | PD                     | 35         | 0          | CDR             | 0               | 0               | -                  | -                  | -                  | -           | -           | -           | 35     | 0      |
| Totale Albacete        | Totale Albacete        | Totale Albacete        | 73         | 1          |                 | 0               | 0               |                    | -                  | -                  |             | -           | -           | 73     | 1      |
| 2004-2005              | Atlético Madrid        | PD                     | 35         | 3          | CDR             | 4               | 0               | Intertoto          | 5                  | 0                  | -           | -           | -           | 44     | 3      |
| 2005-2006              | Atlético Madrid        | PD                     | 34         | 2          | CDR             | 3               | 0               | -                  | -                  | -                  | -           | -           | -           | 37     | 2      |
| 2006-2007              | Atlético Madrid        | PD                     | 24         | 2          | CDR             | 2               | 0               | -                  | -                  | -                  | -           | -           | -           | 26     | 2      |
| 2007-2008              | Atlético Madrid        | PD                     | 34         | 1          | CDR             | 3               | 0               | Intertoto+UEFA     | 1+8                | 0+0                | -           | -           | -           | 46     | 1      |
| 2008-2009              | Atlético Madrid        | PD                     | 21         | 1          | CDR             | 3               | 0               | UCL                | 4                  | 0                  | -           | -           | -           | 28     | 1      |
| 2009-2010              | Atlético Madrid        | PD                     | 7          | 0          | CDR             | 2               | 0               | UCL+UEL            | 3+0                | 0+0                | SC UEFA     | 0           | 0           | 12     | 0      |
| Totale Atlético Madrid | Totale Atlético Madrid | Totale Atlético Madrid | 155        | 9          |                 | 17              | 0               |                    | 21                 | 0                  |             | 0           | 0           | 193    | 9      |
| 2010-2011              | West Bromwich          | PL                     | 10         | 1          | FA+FLC          | 0+0             | 0+0             | -                  | -                  | -                  | -           | -           | -           | 10     | 1      |
| 2011-2012              | Birmingham City        | FLC                    | 13+2       | 0+0        | FA+FLC          | 2+1             | 0+0             | EL                 | 5                  | 0                  | -           | -           | -           | 23     | 0      |
| 2012-2013              | Birmingham City        | FLC                    | 6          | 0          | FA+FLC          | 0+1             | 0+0             | -                  | -                  | -                  | -           | -           | -           | 7      | 0      |
| Totale Birmingham City | Totale Birmingham City | Totale Birmingham City | 21         | 0          |                 | 4               | 0               |                    | 5                  | 0                  |             | 0           | 0           | 30     | 0      |
| Totale carriera        | Totale carriera        | Totale carriera        | 259        | 11         |                 | 21              | 0               |                    | 26                 | 0                  |             | 0           | 0           | 306    | 11     |

### Cronologia presenze e reti in Nazionale
| Cronologia completa delle presenze e delle reti in nazionale ― Spagna | Cronologia completa delle presenze e delle reti in nazionale ― Spagna | Cronologia completa delle presenze e delle reti in nazionale ― Spagna | Cronologia completa delle presenze e delle reti in nazionale ― Spagna | Cronologia completa delle presenze e delle reti in nazionale ― Spagna | Cronologia completa delle presenze e delle reti in nazionale ― Spagna | Cronologia completa delle presenze e delle reti in nazionale ― Spagna | Cronologia completa delle presenze e delle reti in nazionale ― Spagna |
| Data                                                                  | Città                                                                 | In casa                                                               | Risultato                                                             | Ospiti                                                                | Competizione                                                          | Reti                                                                  | Note                                                                  |
| --------------------------------------------------------------------- | --------------------------------------------------------------------- | --------------------------------------------------------------------- | --------------------------------------------------------------------- | --------------------------------------------------------------------- | --------------------------------------------------------------------- | --------------------------------------------------------------------- | --------------------------------------------------------------------- |
| 17-11-2004                                                            | Madrid                                                                | Spagna                                                                | 1 – 0                                                                 | Inghilterra                                                           | Amichevole                                                            | -                                                                     | 46’                                                                   |
| 26-3-2005                                                             | Salamanca                                                             | Spagna                                                                | 3 – 0                                                                 | Cile                                                                  | Amichevole                                                            | -                                                                     |                                                                       |
| 30-3-2005                                                             | Belgrado                                                              | Serbia e Montenegro                                                   | 0 – 0                                                                 | Spagna                                                                | Qual. Mondiali 2006                                                   | -                                                                     |                                                                       |
| 3-9-2005                                                              | Santander                                                             | Spagna                                                                | 2 – 1                                                                 | Canada                                                                | Amichevole                                                            | -                                                                     |                                                                       |
| 12-10-2005                                                            | Serravalle                                                            | San Marino                                                            | 0 – 6                                                                 | Spagna                                                                | Qual. Mondiali 2006                                                   | -                                                                     |                                                                       |
| 12-11-2005                                                            | Madrid                                                                | Spagna                                                                | 5 – 1                                                                 | Slovacchia                                                            | Qual. Mondiali 2006                                                   | -                                                                     |                                                                       |
| 16-11-2005                                                            | Bratislava                                                            | Slovacchia                                                            | 1 – 1                                                                 | Spagna                                                                | Qual. Mondiali 2006                                                   | -                                                                     |                                                                       |
| 1-3-2006                                                              | Valladolid                                                            | Spagna                                                                | 3 – 2                                                                 | Costa d'Avorio                                                        | Amichevole                                                            | -                                                                     | 46’                                                                   |
| 27-5-2006                                                             | Albacete                                                              | Spagna                                                                | 0 – 0                                                                 | Russia                                                                | Amichevole                                                            | -                                                                     |                                                                       |
| 3-6-2006                                                              | Elche                                                                 | Spagna                                                                | 2 – 0                                                                 | Egitto                                                                | Amichevole                                                            | -                                                                     | 85’                                                                   |
| 7-6-2006                                                              | Ginevra                                                               | Spagna                                                                | 2 – 1                                                                 | Croazia                                                               | Amichevole                                                            | -                                                                     |                                                                       |
| 14-6-2006                                                             | Lipsia                                                                | Ucraina                                                               | 0 – 4                                                                 | Spagna                                                                | Mondiali 2006 - 1º turno                                              | -                                                                     |                                                                       |
| 19-6-2006                                                             | Stoccarda                                                             | Spagna                                                                | 3 – 1                                                                 | Tunisia                                                               | Mondiali 2006 - 1º turno                                              | -                                                                     |                                                                       |
| 27-6-2006                                                             | Hannover                                                              | Spagna                                                                | 1 – 3                                                                 | Francia                                                               | Mondiali 2006 - Ottavi di finale                                      | -                                                                     |                                                                       |
| 15-8-2006                                                             | Reykjavík                                                             | Islanda                                                               | 0 – 0                                                                 | Spagna                                                                | Amichevole                                                            | -                                                                     |                                                                       |
| 2-9-2006                                                              | Badajoz                                                               | Spagna                                                                | 4 – 0                                                                 | Liechtenstein                                                         | Qual. Euro 2008                                                       | -                                                                     |                                                                       |
| 6-9-2006                                                              | Belfast                                                               | Irlanda del Nord                                                      | 3 – 2                                                                 | Spagna                                                                | Qual. Euro 2008                                                       | -                                                                     |                                                                       |
| 11-10-2006                                                            | Murcia                                                                | Spagna                                                                | 2 – 1                                                                 | Argentina                                                             | Amichevole                                                            | -                                                                     |                                                                       |
| 7-2-2007                                                              | Manchester                                                            | Inghilterra                                                           | 0 – 1                                                                 | Spagna                                                                | Amichevole                                                            | -                                                                     |                                                                       |
| 13-10-2007                                                            | Aarhus                                                                | Danimarca                                                             | 1 – 3                                                                 | Spagna                                                                | Qual. Euro 2008                                                       | -                                                                     | 64’                                                                   |
| 17-10-2007                                                            | Helsinki                                                              | Finlandia                                                             | 0 – 0                                                                 | Spagna                                                                | Amichevole                                                            | -                                                                     |                                                                       |
| 21-11-2007                                                            | Las Palmas                                                            | Spagna                                                                | 1 – 0                                                                 | Irlanda del Nord                                                      | Qual. Euro 2008                                                       | -                                                                     |                                                                       |
| 6-2-2008                                                              | Malaga                                                                | Spagna                                                                | 1 – 0                                                                 | Francia                                                               | Amichevole                                                            | -                                                                     | 46’                                                                   |
| Totale                                                                |                                                                       | Presenze                                                              | 23                                                                    |                                                                       | Reti                                                                  | 0                                                                     |                                                                       |

## Palmarès

### Club

#### Competizioni internazionali
- UEFA Europa League: 1

Atlético Madrid: 2009-2010
- Supercoppa UEFA: 1

Atlético Madrid: 2010